# Jampilský rajón (Vinnycká oblast)
Jampilský rajón (ukrajinsky Ямпільський район) byl rajón ve Vinnycké oblasti na Ukrajině. Hlavním městem byl Jampil a rajón měl přibližně 39 tisíc obyvatel. 

## Sídla v rajónu
- Jampil